# F-1 World Grand Prix
F1 World Grand Prix is een videospel voor het platform Sony PlayStation. Het spel werd uitgebracht in 2000. 